# Cory Lidle
Cory Fulton Lidle (22 de marzo de 1972 - 11 de octubre de 2006) fue un pitcher diestro de las Grandes Ligas de Béisbol. Jugó para siete equipos diferentes en su carrera de nueva temporadas, siendo su último equipo los New York Yankees. Solo cuatro días después de que la temporada acabara, Lidle resultó muerto a sus 34 años de edad cuando la avioneta que pilotaba se estrelló en un edificio residencial de Nueva York.